# Andel (energiselskab)
 Der er for få eller ingen kildehenvisninger i denne artikel, hvilket er et problem. Du kan hjælpe ved at angive troværdige kilder til de påstande, som fremføres i artiklen.

Andel A.M.B.A. og Andel Holding A/S er en dansk energi- og fibernetkoncern. I 2020 skiftede SEAS-NVE navn til Andel, som er en reference til selskabets ejerform, andelsselskabet.  
Andel arbejder bl.a. gennem en række datterselskaber i forskellige segmenter inden for energisektoren – herunder Watts, Clever, Mind Energy, Fibia, Andel Energi og Nexel. Derudover er Cerius og Radius Elnet netselskaber i Andel-koncernen.  
Andel har har 3,2 millioner kundeforhold og over 2600 medarbejdere.

## Andels historie, lokationer og arkitektur
SEAS er en forkortelse for Sydsjællands Elektricitets Aktieselskab (grundlagt 1912), som 1. april 1951 fusionerede med Falsters Højspændingsværk (også grundlagt 1912). NVE betyder Andelsselskabet Nordvestsjællands Elektricitetsværk (grundlagt 1913). I 2005 blev SEAS og NVE fusioneret og blev til SEAS-NVE. I 2019 købte selskabet Radius Elnet og Ørsteds privatkunde- og udelysforretning. 
Selskabet har fire lokationer, bl.a. i Svinninge, hvor NVEs oprindelige anlæg fra 1913 er beliggende. De fredede bygninger er tegnet af Ivar Bentsen. NVEs senere arkitekt var Helge Bojsen-Møller. Selskabet har derudover lokationer i Haslev, Ballerup og Virum.
Siden stormen i 1999 har SEAS lagt 9.400 km luftledninger i jorden for at forbedre forsyningssikkerheden.

## Direktion og ejere (andelshavere)
CEO siden 2005 er Jesper Hjulmand.
Andel er ejet af sine andelshavere i form private husstande og virksomheder i Region Sjælland, der er tilsluttet Cerius' elnet. Det gør automatisk en til andelshaver. I Andel sidder repræsentantskabet for bordenden og varetager andelshavernes interesser. Repræsentanterne er valgt af andelshaverne i en demokratisk valgproces.